# Dolegna del Collio
Dolegna del Collio är en ort och kommun i regionen Friuli-Venezia Giulia i Italien Kommunen hade 336 invånare (2018).